# Gran Premio motociclistico di Germania 2010
Il Gran Premio motociclistico di Germania 2010 corso il 18 luglio, è stato l'ottavo Gran Premio della stagione 2010 e ha visto vincere: Dani Pedrosa in MotoGP, Toni Elías in Moto2 e Marc Márquez nella classe 125.
Con la vittoria ottenuta da Márquez, la Derbi ottiene la sua centesima vittoria nel contesto del motomondiale.

## MotoGP

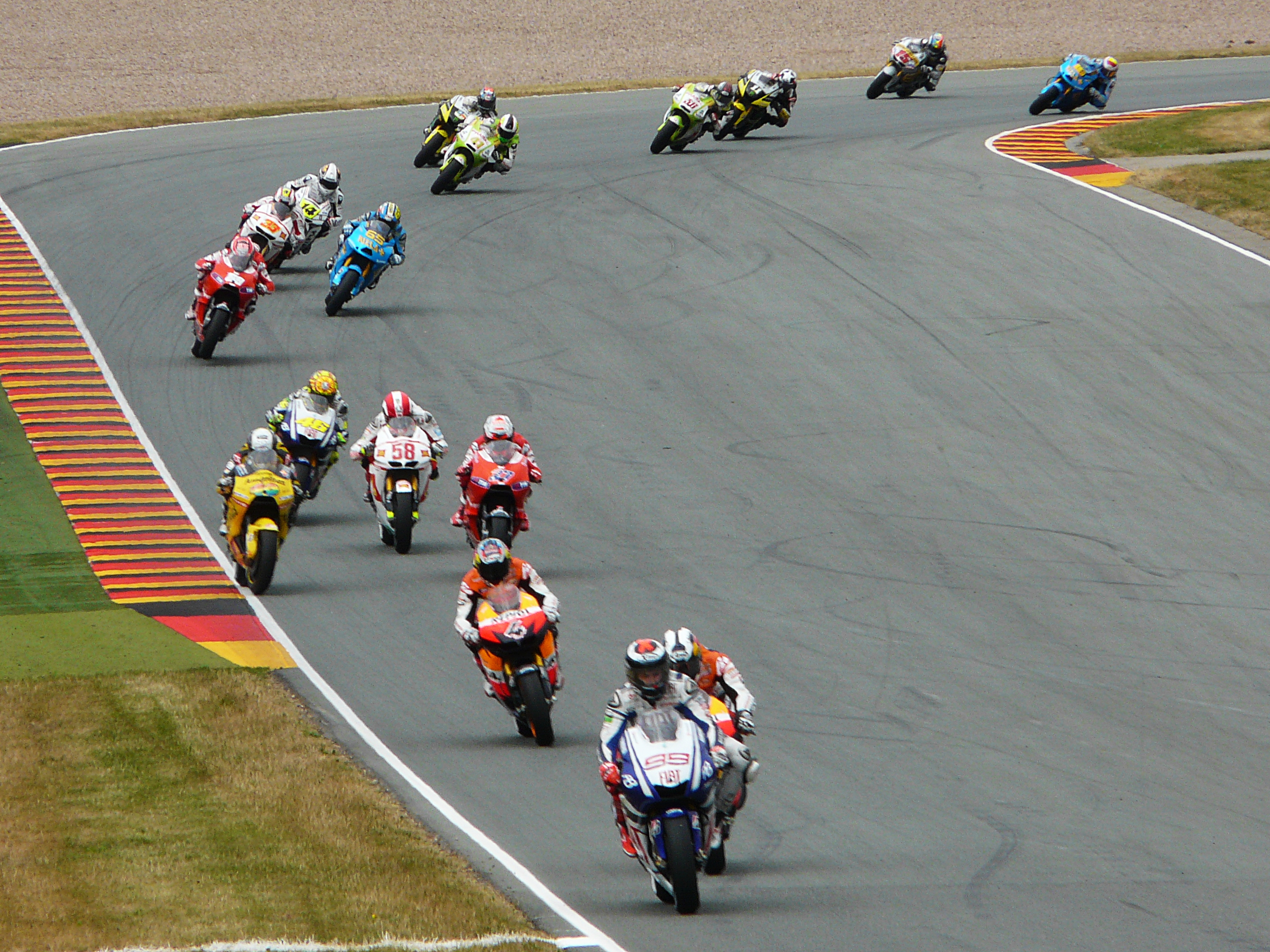
Fase iniziale della gara della classe MotoGP

Hiroshi Aoyama, infortunato, viene sostituito da Alex De Angelis. Torna invece a gareggiare anche Valentino Rossi assente da tre gran premi in seguito all'incidente occorso nelle prove del Gran Premio motociclistico d'Italia 2010; giunge al quarto posto.
La gara è stata interrotta dopo 9 giri a causa di un incidente. La gara è ripartita per 21 giri, con la griglia di partenza determinata dall'ordine d'arrivo della prima parte. L'ordine d'arrivo della seconda parte ha determinato il risultato finale. 
Solo 12 piloti sono giunti al traguardo facendo sì che non tutti i punti a disposizione siano stati assegnati. Alle spalle del vincitore spagnolo Dani Pedrosa su Honda sono giunti il connazionale Jorge Lorenzo su Yamaha, che consolida il suo primato nella classifica del campionato, e l'australiano Casey Stoner su Ducati.

### Arrivati al traguardo
| Pos | Nº | Pilota           | Squadra                 | Motocicletta | Giri | Tempo     | Griglia | Punti |
| --- | -- | ---------------- | ----------------------- | ------------ | ---- | --------- | ------- | ----- |
| 1   | 26 | Dani Pedrosa     | Repsol Honda            | Honda        | 21   | 28:50.476 | 2       | 25    |
| 2   | 99 | Jorge Lorenzo    | Fiat Yamaha             | Yamaha       | 21   | +3.355    | 1       | 20    |
| 3   | 27 | Casey Stoner     | Ducati Team             | Ducati       | 21   | +5.257    | 3       | 16    |
| 4   | 46 | Valentino Rossi  | Fiat Yamaha             | Yamaha       | 21   | +5.623    | 5       | 13    |
| 5   | 4  | Andrea Dovizioso | Repsol Honda            | Honda        | 21   | +17.158   | 4       | 11    |
| 6   | 58 | Marco Simoncelli | San Carlo Honda Gresini | Honda        | 21   | +17.757   | 7       | 10    |
| 7   | 69 | Nicky Hayden     | Ducati Team             | Ducati       | 21   | +17.935   | 6       | 9     |
| 8   | 11 | Ben Spies        | Monster Yamaha Tech 3   | Yamaha       | 21   | +20.957   | 14      | 8     |
| 9   | 40 | Héctor Barberá   | Paginas Amarillas Aspar | Ducati       | 21   | +22.000   | 8       | 7     |
| 10  | 33 | Marco Melandri   | San Carlo Honda Gresini | Honda        | 21   | +35.217   | 10      | 6     |
| 11  | 65 | Loris Capirossi  | Rizla Suzuki            | Suzuki       | 21   | +45.042   | 11      | 5     |
| 12  | 15 | Alex De Angelis  | Interwetten Honda       | Honda        | 21   | +45.204   | 16      | 4     |

### Ritirato
| Nº | Pilota      | Squadra       | Motocicletta | Giri | Griglia |
| -- | ----------- | ------------- | ------------ | ---- | ------- |
| 36 | Mika Kallio | Pramac Racing | Ducati       | 0    | 13      |

### Non ripartiti
| Nº | Pilota          | Squadra       | Motocicletta | Griglia |
| -- | --------------- | ------------- | ------------ | ------- |
| 14 | Randy de Puniet | LCR Honda     | Honda        | 9       |
| 41 | Aleix Espargaró | Pramac Racing | Ducati       | 12      |
| 19 | Álvaro Bautista | Rizla Suzuki  | Suzuki       | 15      |

### Ritirato nella prima parte di gara
| Nº | Pilota        | Squadra               | Motocicletta | Giri | Griglia |
| -- | ------------- | --------------------- | ------------ | ---- | ------- |
| 5  | Colin Edwards | Monster Yamaha Tech 3 | Yamaha       | 7    | Ritiro  |

## Moto2
Ricard Cardús prende il posto di Bernat Martínez al team Maquinza-SAG. Axel Pons, infortunato, viene sostituito da Damian Cudlin. In questo Gran Premio corrono due wildcard: Xavier Siméon su Moriwaki e Sascha Hommel su Kalex.

### Arrivati al traguardo
| Pos | Nº | Pilota              | Squadra                      | Motocicletta | Giri | Tempo     | Griglia | Punti |
| --- | -- | ------------------- | ---------------------------- | ------------ | ---- | --------- | ------- | ----- |
| 1   | 24 | Toni Elías          | Gresini Racing               | Moriwaki     | 29   | 41:57.745 | 3       | 25    |
| 2   | 29 | Andrea Iannone      | Fimmco Speed Up              | Speed Up     | 29   | +3.297    | 1       | 20    |
| 3   | 44 | Roberto Rolfo       | Italtrans S.T.R.             | Suter        | 29   | +6.574    | 12      | 16    |
| 4   | 10 | Fonsi Nieto         | Holiday Gym G22              | Moriwaki     | 29   | +6.781    | 17      | 13    |
| 5   | 17 | Karel Abraham       | Cardion AB Motoracing        | FTR          | 29   | +7.396    | 11      | 11    |
| 6   | 2  | Gábor Talmácsi      | Fimmco Speed Up              | Speed Up     | 29   | +9.555    | 5       | 10    |
| 7   | 50 | Damian Cudlin       | Tenerife 40 Pons             | Pons Kalex   | 29   | +9.697    | 22      | 9     |
| 8   | 77 | Dominique Aegerter  | Technomag-CIP                | Suter        | 29   | +11.373   | 9       | 8     |
| 9   | 65 | Stefan Bradl        | Viessmann Kiefer Racing      | Suter        | 29   | +13.152   | 7       | 7     |
| 10  | 68 | Yonny Hernández     | Blusens-STX                  | BQR-Moto2    | 29   | +13.726   | 14      | 6     |
| 11  | 25 | Alex Baldolini      | Caretta Technology Race Dept | I.C.P.       | 29   | +15.802   | 16      | 5     |
| 12  | 16 | Jules Cluzel        | Forward Racing               | Suter        | 29   | +17.666   | 31      | 4     |
| 13  | 8  | Anthony West        | MZ Racing                    | MZ-RE Honda  | 29   | +25.927   | 19      | 3     |
| 14  | 61 | Vladimir Ivanov     | Gresini Racing               | Moriwaki     | 29   | +26.476   | 28      | 2     |
| 15  | 19 | Xavier Siméon       | Holiday Gym Racing           | Moriwaki     | 29   | +26.626   | 25      | 1     |
| 16  | 53 | Valentin Debise     | WTR San Marino               | ADV          | 29   | +27.465   | 36      |       |
| 17  | 14 | Ratthapark Wilairot | Thai Honda PTT Singha SAG    | Bimota       | 29   | +29.007   | 18      |       |
| 18  | 48 | Shōya Tomizawa      | Technomag-CIP                | Suter        | 29   | +42.961   | 8       |       |
| 19  | 11 | Yusuke Teshima      | JIR Moto2                    | MotoBi       | 29   | +43.141   | 30      |       |
| 20  | 59 | Niccolò Canepa      | RSM Team Scot                | Force GP210  | 29   | +43.277   | 39      |       |
| 21  | 9  | Kenny Noyes         | Jack & Jones by A.Banderas   | Promoharris  | 29   | +43.580   | 35      |       |
| 22  | 71 | Claudio Corti       | Forward Racing               | Suter        | 29   | +44.171   | 23      |       |
| 23  | 32 | Sascha Hommel       | MGM Racing Performance MC    | Kalex        | 29   | +52.382   | 29      |       |
| 24  | 21 | Vladimir Leonov     | Vector Kiefer Racing         | Suter        | 29   | +1:04.234 | 37      |       |
| 25  | 55 | Héctor Faubel       | Marc VDS Racing              | Suter        | 29   | +1:19.211 | 27      |       |
| 26  | 88 | Yannick Guerra      | Holiday Gym G22              | Moriwaki     | 29   | +1:23.078 | 41      |       |
| 27  | 41 | Arne Tode           | Racing Team Germany          | Suter        | 29   | +1:28.151 | 2       |       |

### Ritirati
| Nº | Pilota           | Squadra                    | Motocicletta | Giri | Griglia |
| -- | ---------------- | -------------------------- | ------------ | ---- | ------- |
| 63 | Mike Di Meglio   | Mapfre Aspar               | Suter        | 28   | 20      |
| 35 | Raffaele De Rosa | Tech 3 Racing              | Tech 3       | 25   | 24      |
| 39 | Robertino Pietri | Italtrans S.T.R.           | Suter        | 24   | 38      |
| 3  | Simone Corsi     | JIR Moto2                  | MotoBi       | 19   | 6       |
| 95 | Mashel Al Naimi  | Blusens-STX                | BQR-Moto2    | 17   | 40      |
| 45 | Scott Redding    | Marc VDS Racing            | Suter        | 10   | 15      |
| 6  | Alex Debón       | Aeroport de Castello - Ajo | FTR          | 10   | 10      |
| 12 | Thomas Lüthi     | Interwetten Moriwaki       | Moriwaki     | 9    | 21      |
| 40 | Sergio Gadea     | Tenerife 40 Pons           | Pons Kalex   | 7    | 32      |
| 60 | Julián Simón     | Mapfre Aspar               | Suter        | 3    | 4       |
| 72 | Yūki Takahashi   | Tech 3 Racing              | Tech 3       | 1    | 13      |
| 4  | Ricard Cardús    | Maquinza-SAG               | Bimota       | 0    | 26      |
| 5  | Joan Olivé       | Jack & Jones by A.Banderas | Promoharris  | 0    | 34      |
| 52 | Lukáš Pešek      | Matteoni CP Racing         | Moriwaki     | 0    | 33      |

## Classe 125
Nicolás Terol non prende parte a questo Gran Premio per fratture alle vertebre rimediate nel GP di Catalogna. In questo Gran Premio corrono cinque wildcard: Daniel Kartheininger e Toni Finsterbusch su KTM, Marvin Fritz e Kevin Hanus su Honda e Eric Hübsch su Aprilia. 

### Arrivati al traguardo
| Pos | Nº | Pilota               | Squadra                       | Motocicletta | Giri | Tempo     | Griglia | Punti |
| --- | -- | -------------------- | ----------------------------- | ------------ | ---- | --------- | ------- | ----- |
| 1   | 93 | Marc Márquez         | Red Bull Ajo Motorsport       | Derbi        | 27   | 41:28.274 | 1       | 25    |
| 2   | 71 | Tomoyoshi Koyama     | Racing Team Germany           | Aprilia      | 27   | +17.578   | 7       | 20    |
| 3   | 11 | Sandro Cortese       | Avant Mitsubishi Ajo          | Derbi        | 27   | +18.263   | 4       | 16    |
| 4   | 12 | Esteve Rabat         | Blusens-STX                   | Aprilia      | 27   | +19.098   | 9       | 13    |
| 5   | 38 | Bradley Smith        | Bancaja Aspar                 | Aprilia      | 27   | +19.713   | 3       | 11    |
| 6   | 14 | Johann Zarco         | WTR San Marino                | Aprilia      | 27   | +44.976   | 8       | 10    |
| 7   | 99 | Danny Webb           | Andalucia Cajasol             | Aprilia      | 27   | +53.243   | 10      | 9     |
| 8   | 7  | Efrén Vázquez        | Tuenti Racing                 | Derbi        | 27   | +53.302   | 6       | 8     |
| 9   | 50 | Sturla Fagerhaug     | AirAsia - Sepang Int. Circuit | Aprilia      | 27   | +53.589   | 22      | 7     |
| 10  | 61 | Daniel Kartheininger | Freudenberg Racing            | KTM          | 27   | +1:05.078 | 26      | 6     |
| 11  | 35 | Randy Krummenacher   | Stipa-Molenaar Racing GP      | Aprilia      | 27   | +1:13.484 | 5       | 5     |
| 12  | 32 | Lorenzo Savadori     | Matteoni CP Racing            | Aprilia      | 27   | +1:13.719 | 25      | 4     |
| 13  | 5  | Alexis Masbou        | Ongetta Team                  | Aprilia      | 27   | +1:21.679 | 14      | 3     |
| 14  | 78 | Marcel Schrötter     | Interwetten Honda             | Honda        | 26   | +1 giro   | 15      | 2     |
| 15  | 63 | Zulfahmi Khairuddin  | AirAsia - Sepang Int. Circuit | Aprilia      | 26   | +1 giro   | 20      | 1     |
| 16  | 94 | Jonas Folger         | Ongetta Team                  | Aprilia      | 26   | +1 giro   | 11      |       |
| 17  | 84 | Jakub Kornfeil       | Racing Team Germany           | Aprilia      | 26   | +1 giro   | 16      |       |
| 18  | 86 | Kevin Hanus          | Thomas Sabo Team Hanusch      | Honda        | 23   | +4 giri   | 30      |       |

### Ritirati
| Nº | Pilota               | Squadra                    | Motocicletta | Giri | Griglia |
| -- | -------------------- | -------------------------- | ------------ | ---- | ------- |
| 44 | Pol Espargaró        | Tuenti Racing              | Derbi        | 24   | 2       |
| 60 | Michael van der Mark | Lambretta Reparto Corse    | Lambretta    | 23   | 23      |
| 53 | Jasper Iwema         | CBC Corse                  | Aprilia      | 16   | 12      |
| 15 | Simone Grotzkyj      | Fontana Racing             | Aprilia      | 15   | 17      |
| 68 | Toni Finsterbusch    | Freudenberg Racing         | KTM          | 15   | 18      |
| 26 | Adrián Martín        | Aeroport de Castello - Ajo | Aprilia      | 14   | 19      |
| 87 | Luca Marconi         | Ongetta Team               | Aprilia      | 10   | 27      |
| 69 | Louis Rossi          | CBC Corse                  | Aprilia      | 8    | 24      |
| 62 | Marvin Fritz         | LHF Project Racing         | Honda        | 7    | 29      |
| 85 | Eric Hübsch          | Team Sachsenring           | Aprilia      | 6    | 28      |
| 72 | Marco Ravaioli       | Lambretta Reparto Corse    | Lambretta    | 4    | 31      |
| 23 | Alberto Moncayo      | Andalucia Cajasol          | Aprilia      | 2    | 13      |
| 39 | Luis Salom           | Stipa-Molenaar Racing GP   | Aprilia      | 0    | 21      |

### Non qualificato
| Nº | Pilota        | Squadra       | Motocicletta |
| -- | ------------- | ------------- | ------------ |
| 40 | Nicolás Terol | Bancaja Aspar | Aprilia      |